# Université Catholique de l’Ouest
Die Katholische Universität des Westens (frz. Université Catholique de l’Ouest, UCO) wurde 1373 gegründet und kann seit ihrer Reformation im Jahr 1875 auf eine lange Tradition zurückblicken. Sitz der UCO ist in Angers, Pays de la Loire, Frankreich.

## Geschichte

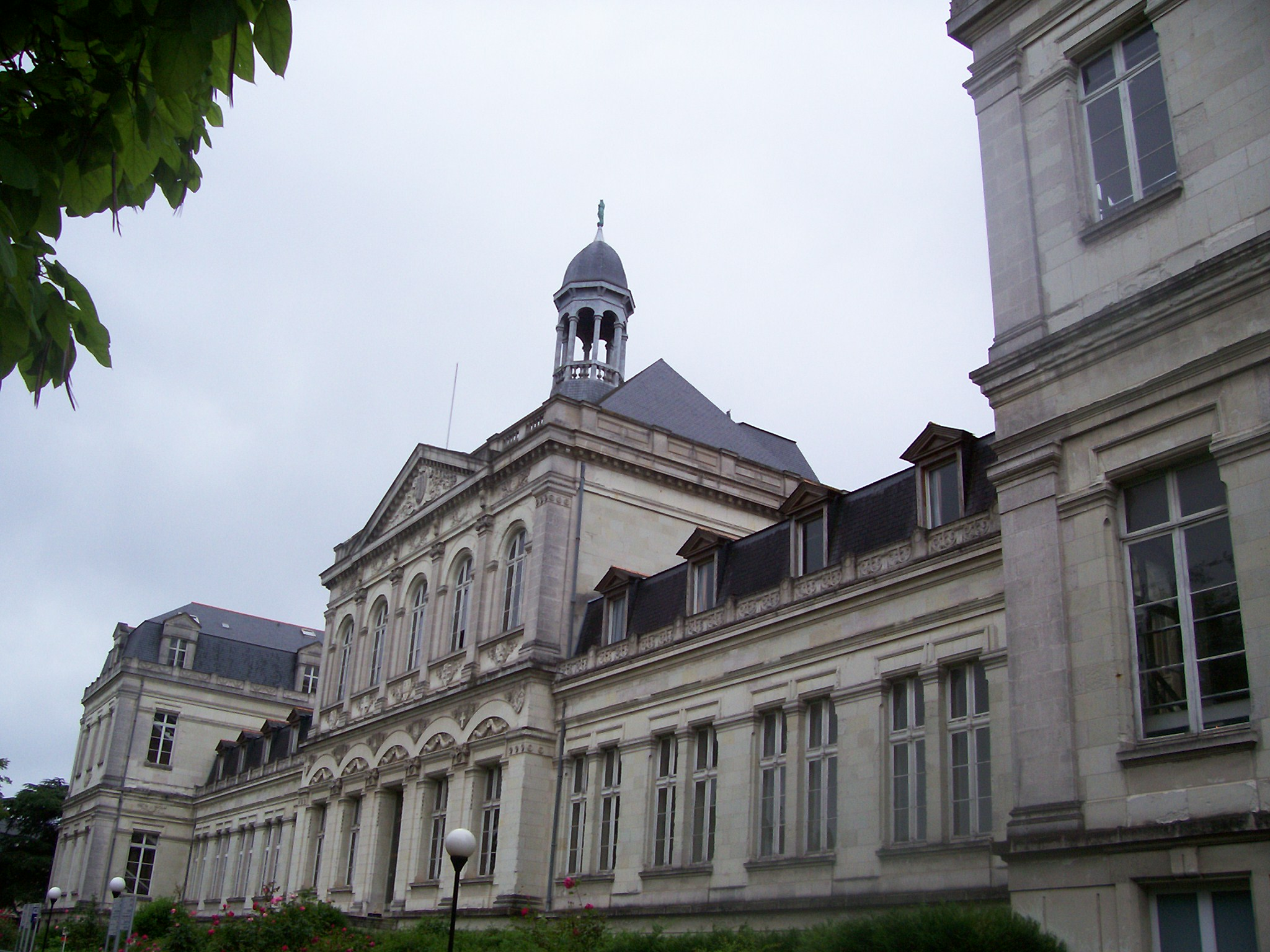

Die Anfänge der Universität in Angers sind auf die dortige Kathedralschule zurückzuführen. Im frühen 11. Jahrhundert wurde sie unter der Leitung des Bischofs von Rennes – später Bischof von Angers – bekannt. Sie wurde 1229 vergrößert und erhielt einen großen Zustrom von englischen Studenten, die zuvor an der Universität von Paris studierten, da diese Universität direkt dem französischen König unterstellt war.
Die Universität in Angers wurde zu einem Zentrum der Rechtswissenschaften und besonders dem Zivilrecht, sie war 1337 die erste Universität die einem Episkopat zugeordnet war und erhielt vom Heiligen Stuhl die Lehrerlaubnis, aus dieser Zeit stammen auch die ersten Universitätsstatuten. 1364 erhielt sie von König Karl V. die gleichen Privilegien, die auch der Universität Orléans erteilt worden waren. Mit königlicher Anordnung von 1432 erhielt die Universität die Genehmigung zur Einrichtung weiterer Fakultät: Theologie, Medizin, Kunst sowie kanonischem Rechts und Zivilrecht. Bis zur Französischen Revolution (1789) konnte sich die Universität zu einer anerkannten Lehreinrichtung entwickeln, jedoch wurde zwischen den Jahren 1791 bis 1793 der Lehrbetrieb untersagt.

### Neubeginn
Erst 1875 mit dem Gesetz zur Schaffung von Privatuniversitäten und der Auflage mindestens drei Fakultäten zu führen erhielt nun als Katholische Universität ihre Lehrerlaubnis zurück. Daraufhin entschieden die französischen Bischöfe in Frankreich fünf Katholische Universitäten zu errichten und man nahm den Lehrbetrieb an der bereits bestehenden Universität in Angers wieder auf. Die Universität wurde nun, da sie für den westlichen Teil Frankreichs zuständig war, umbenannt zur „Facultés Catholiques de l' Ouest“. In den darauf folgenden Jahren entstanden die Fakultäten für Rechtswissenschaften (1875), für Literatur (1876), für Naturwissenschaften (1877) und für Theologie (1879). Im Jahr 1947 wurden die ersten ausländischen Studenten zugelassen.

### Umorganisation
Bis 1966 wurden mehrere Institute gegründet und die katholische Universität begann, auf Grund der zunehmenden Studentenzahl, mit der Dislozierung ihrer Hochschulen und Institute, nach einigen unruhigen Jahren der Umgliederungen und Umorganisationen ist die, wie sie sich jetzt nennt, „Université Catholique l' Ouest (UCO)“ in drei große Universitätsbereiche disloziert: Hauptsitz der UCO in Angers, UCO Bretagne Nord in Guingamp und UCO Bretagne Süd in Vannes/Arradon.

## Die Universität in Zahlen
- Bildungsangebote
  - Studiengänge für: Literatur, Sprachen einschließlich Französisch als Fremdsprache, Kunst, Musik, Psychologie, Sozialwissenschaften, Management, Kommunikation, Erziehungswissenschaften, Mathematik, Computertechnik Statistik und Informatiker, Biologie, Umweltwissenschaften sowie Theologie und Religionswissenschaften.
  - Examen für Doktorgrad, Master und Bachelor (mit einer hohen Erfolgsquote).
- Die Universität verfügt über folgende Einrichtungen:
  - Audiovisuelles Zentrum, Multimedia Räume mit Internetzugang
  - 17 Abteilungen für unterschiedlichste Berufsausbildungen
  - Studentenwohnheime und Wohnungsservice zur Unterbringung in Wohnungen oder bei Familien
  - 2 Universitätsmensen
  - Universitätsbibliothek
- Personal und Studenten
  - 10.500 Studenten
  - 1.000 Lehrer in unterschiedlichsten Fachrichtungen
  - 180 Hauptamtliche Lehrer
- Besonderheiten
  - Es werden 12 Fremdsprachen unterrichtet
  - Dazu verfügt die UCO über 10 Multimedia-Sprachlabore
  - Die UCO hält weltweit über 130 Verbindungen zu anderen Universitäten

## Bekannte Absolventen
- Marcel Honorat Léon Agboton (1941–2023), beninischer römisch-katholischer Geistlicher, Erzbischof von Cotonou